# Mario Stecher
Mario Stecher (Eisenerz, 17 de julio de 1977) es un deportista austríaco que compitió en esquí en la modalidad de combinada nórdica.
Participó en cuatro Juegos Olímpicos de Invierno, obteniendo en total cuatro medallas en la prueba por equipo: bronce en Salt Lake City 2002 (junto con Christoph Bieler, Michael Gruber y Felix Gottwald), oro en Turín 2006 (con Christoph Bieler, Felix Gottwald y Michael Gruber), oro en Vancouver 2010 (con David Kreiner, Bernhard Gruber y Felix Gottwald) y bronce en Sochi 2014 (con Lukas Klapfer, Christoph Bieler y Bernhard Gruber).
Ganó seis medallas en el Campeonato Mundial de Esquí Nórdico entre los años 1997 y 2013.
Fue el abanderado de Austria en la ceremonia de apertura de los Juegos de Sochi 2014.

## Palmarés internacional
| Juegos Olímpicos   | Juegos Olímpicos                | Juegos Olímpicos  | Juegos Olímpicos         |
| Año                | Lugar                           | Medalla           | Prueba                   |
| ------------------ | ------------------------------- | ----------------- | ------------------------ |
| 2002               | Salt Lake City (Estados Unidos) | Medalla de bronce | TG + 4 × 5 km por equipo |
| 2006               | Turín (Italia)                  | Medalla de oro    | TG + 4 × 5 km por equipo |
| 2010               | Vancouver (Canadá)              | Medalla de oro    | TG + 4 × 5 km por equipo |
| 2014               | Sochi (Rusia)                   | Medalla de bronce | TG + 4 × 5 km por equipo |
| Campeonato Mundial |                                 |                   |                          |
| Año                | Lugar                           | Medalla           | Prueba                   |
| 1997               | Trondheim (Noruega)             | Medalla de bronce | TN + 4 × 5 km por equipo |
| 1999               | Ramsau (Austria)                | Medalla de plata  | TG + 7,5 km individual   |
| 2001               | Lahti (Finlandia)               | Medalla de plata  | TN + 4 × 5 km por equipo |
| 2011               | Oslo (Noruega)                  | Medalla de oro    | TN + 4 × 5 km por equipo |
| 2011               | Oslo (Noruega)                  | Medalla de oro    | TG + 4 × 5 km por equipo |
| 2013               | Val di Fiemme (Italia)          | Medalla de plata  | TN + 10 km individual    |